# 池田 (磐田市)
池田（いけだ）は、静岡県磐田市の大字である。本項では1889年（明治22年）の町村制施行時に同区域に存在した池田村（いけだむら）についても記す。

## 地理
磐田市中心部の西方、天竜川左岸に位置する。東で上新屋・加茂・豊田、南で小立野、北で東名、西で浜松市中央区中野町・白鳥町と隣接する。

### 河川
- 天竜川

## 歴史
- 近世までは、徳川家康から天竜川渡舟の朱印状を与えられ、渡船場として賑わった。
- 「旧高旧領取調帳」[4]の記載によると、明治初年時点で幕府領であった。
- 1868年（慶応4年）5月24日 - 徳川宗家が駿河府中藩に転封。それにともない遠江国内で領地替えが行われ、幕府領が消滅。府中藩領となる。
- 1869年（明治2年）8月7日 - 府中藩が静岡藩に改称。
- 1878年（明治11年） - 池田橋が架橋[5]。木橋、有料橋であった。池田の渡し廃止。
- 1871年（明治4年）
  - 7月14日 - 廃藩置県により静岡県の管轄となる。
  - 11月15日 - 第1次府県統合により浜松県の管轄となる。
- 1876年（明治9年）8月21日 - 第2次府県統合により静岡県の管轄となる。
- 1889年（明治22年）4月1日 - 町村制施行により近世以来の池田村が単独で自治体を形成し、豊田郡池田村が発足。
- 1896年（明治29年）4月1日 - 郡制の施行により所属郡が磐田郡に変更。
- 1933年（昭和8年） - 池田橋が廃止[5]。
- 1955年（昭和30年）4月15日 - 池田村が豊田村に編入。大字池田となる。
- 1973年（昭和48年）1月1日 - 豊田村が町制施行して豊田町となる。
- 2005年（平成17年）4月1日 - 豊田町が磐田市・竜洋町・福田町・豊岡村と合併し、改めて磐田市が発足。

## 世帯数と人口
2018年（平成30年）11月30日現在の世帯数と人口は以下の通りである。
| 大字 | 世帯数    | 人口    |
| ---- | --------- | ------- |
| 池田 | 1,675世帯 | 4,248人 |

## 小・中学校の学区
市立小・中学校に通う場合、学区は以下の通りとなる。
| 番・番地等 | 小学校                 | 中学校             |
| ---------- | ---------------------- | ------------------ |
| 全域       | 磐田市立豊田北部小学校 | 磐田市立豊田中学校 |

## 交通

### 鉄道路線
- 中泉合同運送 - 中泉駅（現磐田駅）と池田村を結んだ人車軌道。1932年廃止。

### デマンド型乗合タクシー
磐田市デマンド型乗合タクシー「お助け号」豊田線が利用可能。利用申請を行ったうえで、電話で事前予約が必要。

### 道路
- 静岡県道262号豊田竜洋線
- 静岡県道343号上野部豊田竜洋線

上記のほか、至近を国道1号磐田バイパス・浜松バイパスが通過し、小立野インターチェンジ・新天竜川橋が所在する。

## 施設
- 池田郵便局
- 豊田西公民館
- 磐田市立豊田西保育所
- 池田の渡し歴史風景館
- 池田の渡し公園
- 竜東自治会館
- 六下区自治会館
- 七上区自治会館
- 七下区自治会館
- 天白神社
- 妙法寺
- 誓渡院
- 熊野の長フジ - 国の天然記念物

## その他

### 日本郵便
- 郵便番号 : 438-0805[2]（集配局：磐田郵便局[7]）。

### 警察
町内の警察の管轄区域は以下の通りである。
| 番・番地等 | 警察署     | 交番・駐在所 |
| ---------- | ---------- | ------------ |
| 全域       | 磐田警察署 | 豊田交番     |